# Dolores Aleu Riera
Dolores Aleu Riera (en catalán: Dolors Aleu i Riera, Barcelona, 7 de abril de 1857, - Barcelona, 19 de febrero de 1913) fue una médica española, la primera mujer licenciada en Medicina de España, y la segunda en alcanzar el título de doctora.

## Biografía
Ingresó en la Facultad de Medicina en septiembre de 1874 y terminó los estudios en 1879 pero no obtuvo el permiso para hacer el examen de licenciatura hasta el 4 de abril de 1882, examinándose el 19 de junio de ese año. Aprobó con un excelente y se convirtió en la primera mujer licenciada de España. Se doctoró en Madrid en la Universidad Central de Madrid, el 6 de octubre de 1882, tres días antes que Martina Castells Ballespí, que leyó la tesis el 9 de octubre de 1882 después de terminar la carrera en 1881. Su tesis doctoral se tituló De la Necesidad de encaminar por una nueva senda la educación higiénico-moral de la mujer (1883). Se especializó en Ginecología y Pediatría.
Entre las tres primeras mujeres que estudiaron medicina en España también figura María Elena Maseras, que fue la primera en acabar los estudios en 1878. Pero únicamente Dolores Aleu ejerció la profesión y tuvo una consulta propia en Barcelona durante 25 años. Martina Castells murió prematuramente antes de poder ejercer y Elena Maseras se dedicó a la enseñanza.
Aleu llevó una vida profesional muy activa durante 25 años ya que fue profesora de higiene doméstica en la Academia para la Ilustración de la Mujer, fundada por Esmeralda Cervantes y ubicada en el número 10 de la Rambla de Canaletas.
También fue autora de textos de carácter divulgativo, orientados a mejorar la calidad de vida de las mujeres, especialmente en el ámbito de la maternidad, como Consejos a una madre sobre el régimen, limpieza, vestidos, sueño, ejercicio y entretenimiento de Los niños.

## Reconocimientos
En julio de 2018 la Asociación “Herstóricas. Historia, Mujeres y Género” y el Colectivo “Autoras de Cómic” creó un proyecto de carácter cultural y educativo para visibilizar la aportación histórica de las mujeres en la sociedad y reflexionar sobre su ausencia consistente en un juego de cartas. Una de estas cartas está dedicada a Aleu Riera.
La serie documental Pioneras dedica su segundo capítulo a Dolores Aleu. En el mismo, destacadas expertas como la catedrática en historia Consuelo Flecha, la filóloga Betsabé García, o la filósofa Eulalia Pérez analizan su vida y legado en el contexto de la época que le tocó vivir acompañado de testimonios de algunas de sus descendientes.
En 2022 Correos emite un sello postal en su honor, dentro de la colección #8MTodoElAño.